# ذا ترمنايتور
المبيد (بالإنجليزية: The Terminator) هو فيلم حركة وخيال علمي أمريكي من إخراج جيمس كاميرون الذي كتبه مع منتجة الفيلم غيل آن هيرد، وبطولة آرنولد شوارزنيجر وليندا هاميلتون ومايكل بين. شوارزنيجر يجسد دور المبيد، وهو قاتل سايبورغي يرسل عبر الزمن من سنة 2029 إلى 1984 لقتل سارة كونور، تجسدها ليندا هاميلتون. مايكل بين يجسد دور كايل ريس، وهو جندي من المستقبل أرسل عبر الزمن لحماية سارة.
على الرغم من أنه كان غير متوقع له أن ينجح تجارياً أو نقدياً، تصدر المبيد شبابيك التذاكر الأمريكية لأسبوعيين متتالين وساعد بأطلاق مسيرة جيمس كاميرون وزيادة شهرة آرنولد شوارزنيجر بشكل كبير. وأتبع بجزء ثاني المبيد 2: يوم الحساب في 1991، والذي أخرجه أيضاً كاميرون. في 2008، تم اختياره من أجل الحفظ ضمن سجل الأفلام الوطنية من قبل مكتبة الكونغرس الأمريكية، لكونه أثر «حضاري وتاريخي أو جمالي».

## قصة الفيلم
تدور أحداث الفيلم عن مصير العالم عام 2029 م حيث تحكم الآلات الكرة الأرضية عن طريق تصنيع الآلات لنفسها بعدة اشكال: طائرة رجال أليين. تقوم مقاومة بشرية ضد الآلات عام 2029م بقيادة «جون كونور»، وتقتنع الآلات بأن إنهاء هذه المقاومة لن يتحقق إلا بقتل «جون كونور». ولأن الآلات لم تستطع قتله أثناء المقاومة فقد قامت الآلات بإرسال رجل آلي «سايبورغ» إلى الماضي (12 مايو 1984م) لقتل والدته «سارة كونور» (ليندا هاميلتون) قبل ولادة ابنها «جون». وتقوم المقاومة بإرسال رجل للماضي «كايل ريس» (مايكل بين) لحماية والدة «جون كونور» من الآلي. تبدأ أحداث الفيلم عندما يصل الآلي والذي يقوم بدوره آرنولد شوارزنيجر إلى العام 1984، وهو رجل ألي معدني (سايبورغ) مطور جداً مكسو بجلد وشعر يشبه الإنسان لأبعد الحدود مظهرا.
يدخل «المبيد» أحد الحانات ليلاً ويقوم بمعركة حامية ليستولي بالنهاية على ملابس ونظارات شمسية ودراجة نارية لأحد مرتادي الحانة، ويبدأ مشواره بالبحث عن عنوان «سارة كونور» بدليل الهواتف. يصل بعدها «كايل» من المستقبل ويبدأ مشواره بالبحث عن «سارة كونور» لحمايتها من «المبيد». تبدأ أول مواجهة بين «المبيد» و«كايل» في مطعم بحضور «سارة كونور»، تلجأ «سارة» للشرطة لحمايتها ويقوم «المبيد» بمهاجمة قسم الشرطة لقتل «سارة» هناك ويقتل في هذا الهجوم جميع من في قسم الشرطة، تنجح «سارة» بالهروب بمساعدة «كايل» ويهربان لأحد الأقنية بعيداً عن المدينة. وتبدأ قصة حب بينهما وتنتهي بحمل «سارة» بابنهما «جون كونور». تحصل المواجهة الأخيرة بين «المبيد» و«كايل» وتنتهي بوفاة «كايل» وتفجر «المبيد» إلى نصفين في أحداثٍ مشوقة. يلحق «المبيد» «سارة» زحفاً على يديه إلى معمل تصنيع، وهناك يدخل «المبيد» مكبس ضغط وراء «سارة», التي تسرع بالضغط على زر المكبس الذي يسحق «المبيد» حتى يتم القضاء عليه ولا يبقى منه سوى ذراعه الألي قطعة واحدة. تهرب «سارة» إلى المكسيك لتلد ابنها «جون كونور» بعيدا عن بلدتها ومعارفها خوفاً من محاولة قتلها أو قتل ابنها «جون».

## الممثلون والأدوار
- آرنولد شوارزنيجر بدور المبيد
- ليندا هاميلتون بدور سارة كونور
- مايكل بين بدور كايل ريس

## وصلات خارجية
- Terminator1.com (الموقع الرسمي للفيلم).
- ذا تيرميناتور على موقع IMDb (الإنجليزية)
- ذا تيرميناتور على موقع ميتاكريتيك (الإنجليزية)
- ذا تيرميناتور على موقع الموسوعة البريطانية (الإنجليزية)
- ذا تيرميناتور على موقع روتن توميتوز (الإنجليزية)
- ذا تيرميناتور على موقع نتفليكس (الإنجليزية)
- ذا تيرميناتور على موقع قاعدة بيانات الأفلام العربية
- ذا تيرميناتور على موقع ألو سيني (الفرنسية)
- ذا تيرميناتور على موقع Turner Classic Movies (الإنجليزية)
- ذا تيرميناتور على موقع أول موفي (الإنجليزية)
- ذا تيرميناتور على موقع بوكس أوفيس موجو (الإنجليزية)
- ذا ترمنايتور على موقع أول موفي.
- Wired.com More Robot Grunts Ready for Duty
- The Terminator Narrative Chronology نسخة محفوظة 11 فبراير 2009 على موقع واي باك مشين.
- The SciFlicks Guide
- Terminator Gallery
- The Terminator at ميتاكريتيك
- Terminator Wiki
- Terminator versus Robocop.trilogy(mashup)